# Кладбище Святого Адальберта (Наилс)
Кладбище Святого Адальберта ( англ. St. Adalbert Cemetery   ) — римско-католическое кладбище в Найлсе, пригороде Чикаго, штат Иллинойс. Ограничен Милуоки-авеню на востоке, улицами Альбион и Хейс на юге и Харл-авеню на западе. С севера от проспекта Туй их отделяют различные не кладбищенским владения. Центр кладбища пересекает с севера на юг Ньюарк-авеню. Их главный вход находится на Милуоки-авеню, примерно на полпути между Девоном и Туги.

## История
Кладбище было основано в 1872 году, названо в честь святого Адальберта (Войцеха), покровителя Польши . В 1990 году в северо-западном углу кладбища был открыт садово-погребальный комплекс Богородицы Марии.  Он содержит около 6000 склепов.

## Похоронены на кладбище
- Эдвард Будько ( 1882-1958 ) [2] — белорусский общественный деятель, поэт, публицист, издатель. Его родственники также похоронены на кладбище [2];
- Николай Демидов ( 1888—1967 ) [2] — белорусский военный, политический, общественный деятель, публицист, педагог;
- Николай Щаглов-Куликович ( 1893—1969 ) [2] — белорусский композитор, музыковед, этнограф, поэт, деятель белорусского движения в эмиграции. Его жена также похоронена на кладбище [2];
- Вацлав Пануцевич ( 1911—1991 ) [2] — белорусский политический и религиозный деятель, историк. Его родственники также похоронены на кладбище [2]
- Янка Черапук ( 1896—1957 ) [2] — белорусский общественный и политический деятель.